# Toft (Cheshire)
Toft è un villaggio e parrocchia civile dell'Inghilterra, appartenente alla contea del Cheshire.